# 勝間田駅
勝間田駅（かつまだえき）は、岡山県勝田郡勝央町勝間田にある、西日本旅客鉄道（JR西日本）姫新線の駅である。

## 歴史

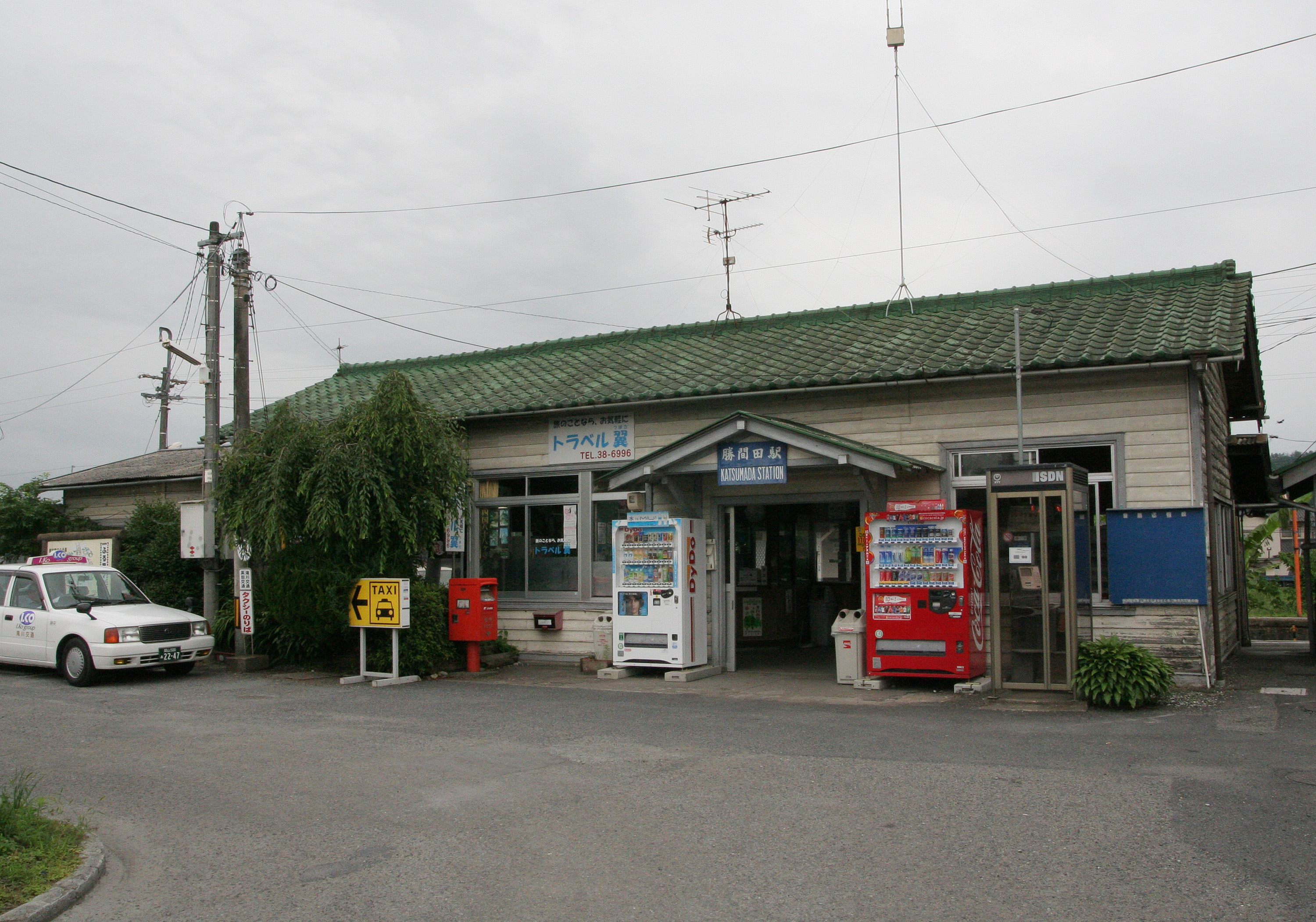
旧駅舎（2008年）

- 1934年（昭和9年）11月28日：鉄道省姫津西線（現・姫新線）美作江見駅 - 東津山駅間開通時に開設[1]。
  - 当時の所在地表示は岡山県勝田郡勝間田町勝間田であった[1]。
- 1936年（昭和11年）
  - 4月8日：姫路駅 - 当駅 - 東津山駅間全通。姫津西線が姫津線の一部となり、当駅もその所属となる。
  - 10月10日：姫津線が姫新線の一部となり、当駅もその所属となる。
- 1973年（昭和48年）3月12日：貨物取扱廃止[1]。
- 1985年（昭和60年）3月14日：荷物扱い廃止[1]。
- 1986年（昭和61年）11月1日：簡易委託駅化[2]。
- 1987年（昭和62年）4月1日：国鉄分割民営化に伴い、西日本旅客鉄道（JR西日本）の駅となる[1]。
- 2021年（令和3年）2月22日：新駅舎使用開始[3]。

## 駅構造

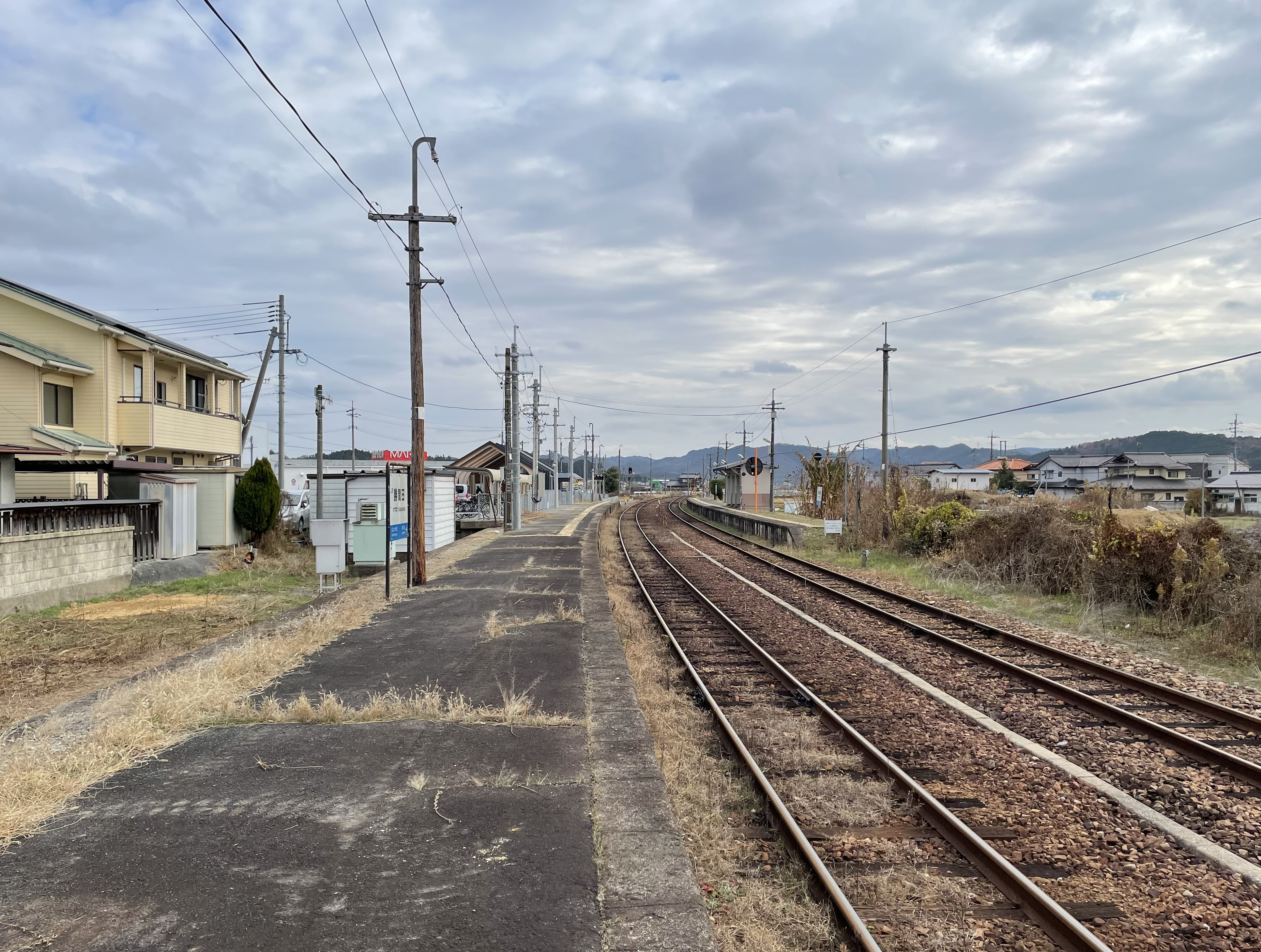
構内（2023年12月）

相対式ホーム2面2線を有する列車交換可能な地上駅。駅舎は佐用方面行ホーム側にあり、両ホームは佐用寄りにある構内踏切で連絡している。
2021年2月に改築された現在の駅舎は、出雲街道美作七宿（土居・勝間田・坪井・久世・勝山・美甘・新庄宿）をイメージした外観で、待合・交流スペースとバリアフリートイレを備える。
津山駅管理の簡易委託駅。駅舎に入居する旅行代理店が窓口で乗車券を販売している。

### のりば
| のりば | 路線   | 方向 | 行先           |
| ------ | ------ | ---- | -------------- |
| 1      | 姫新線 | 上り | 佐用方面       |
| 2      | 姫新線 | 下り | 津山・新見方面 |

本項ではJR西日本公式サイト全域路線図に従い路線記号・ラインカラーを表記しているが、実際の駅構内の主だった旅客案内には、2016年3月ダイヤ改正時点では反映されていなかった。2023年3月18日ダイヤ改正時に、停車駅案内図を変更した時刻表では路線記号が反映されたが、駅名標等の交換は行われていない。

## 利用状況
近年の1日平均乗車人員の推移は以下の通り。
| 乗車人員推移 | 乗車人員推移 |
| 年度         | 1日平均人数  |
| ------------ | ------------ |
| 1999         | 228          |
| 2000         | 199          |
| 2001         | 206          |
| 2002         | 188          |
| 2003         | 173          |
| 2004         | 172          |
| 2005         | 194          |
| 2006         | 201          |
| 2007         | 193          |
| 2008         | 176          |
| 2009         | 159          |
| 2010         | 159          |
| 2011         | 158          |
| 2012         | 194          |
| 2013         | 171          |
| 2014         | 152          |
| 2015         | 133          |
| 2016         | 144          |
| 2017         | 144          |
| 2018         | 132          |
| 2019         | 126          |
| 2020         | 123          |
| 2021         | 140          |

## 駅周辺

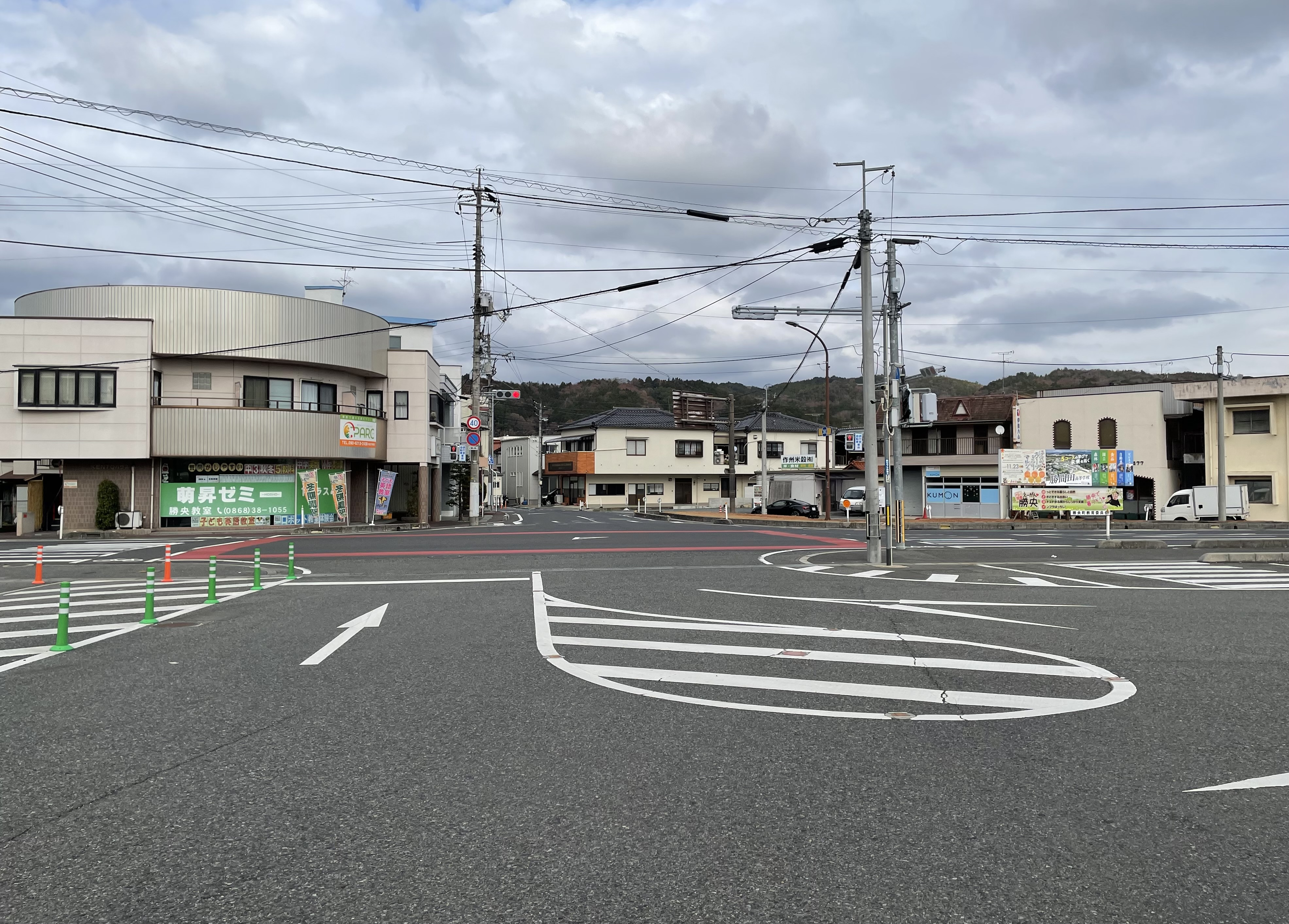
駅周辺（2023年12月）

勝間田は平安時代の武将、「坂田金時」（金太郎）の終焉の地と言われている。駅付近にある中之町公園には「金太郎像」がある。
- マルイ 勝央店
- 勝央郵便局
- 美作警察署勝間田交番
- 中国銀行勝間田支店
- 岡山県立勝間田高等学校
- 勝央町立勝間田小学校
- 勝央町役場
- 中国自動車道 勝間田バスストップ
- 勝英自動車学校
- 中之町公園[6]
- 国道179号
- 国道374号
- 岡山県道67号勝央勝北線
- 岡山県道209号勝間田停車場線
- 岡山県道361号畑沖勝間田線
- ディオ勝央店

## バス路線
「勝間田駅」停留所 にて、以下の路線が発着する。
- 美作共同バス
  - 大原駅 ※美作インターチェンジ経由便は土曜・休日運休
- 中鉄北部バス
  - 津山駅
- なぎバス
  - ナギテラス ※林野高校までは乗車のみ。休日運休
- 勝央町ふれあいバス
  - Aコース・Bコース南まわり：総合保健福祉センター ※土曜・休日運休

## その他
- 太平洋戦争中には陸軍日本原演習場（現・陸上自衛隊日本原駐屯地）の玄関口として軍事輸送に使用された。また、「勝まだ」という駅名から縁起を担いで、たくさんの兵士が当駅からそれぞれの戦地へ出征していった。

## 隣の駅
西日本旅客鉄道（JR西日本）
 姫新線
■快速
林野駅 - 勝間田駅 - 東津山駅
■普通
林野駅 - 勝間田駅 - 西勝間田駅